# الچین قلی‌اف
الچین قلی‌اف (انگلیسی: Elchin Guliyev؛ زادهٔ ۲۲ سپتامبر ۱۹۶۷) سرلشکر و سیاستمدار آذربایجانی است که هم‌اکنون مسئولیت نیروی مرزبانی جمهوری آذربایجان را بر عهده دارد.

## اوایل زندگی
الچین قلی‌اف ۲۲ سپتامبر سال ۱۹۶۷ در شهر سومقاییت آذربایجان شوروی سابق به دنیا آمد. بین سال‌های ۱۹۷۴ تا ۱۹۸۲ در مدرسه درس خواند. وی دانش‌آموخته مدرسه عالی نظامی جمشید نخجوانسکی در سال ۱۹۸۴ است. در سال ۱۹۸۴ بود که برای ادامه تحصیلش به مدرسه عالی فرماندهی قوای ترکیب شده وارد شد. به دنبال آنکه در سال ۱۹۸۸ فارغ‌التحصیل شد، از همان سال الی ۱۹۹۲، در «گروه شمالی نیروهای» ارتش شوروی، مستقر در لهستان به خدمت نظامی پرداخت. بعد از استقلال جمهوری آذربایجان از شوروی، بین سال‌های ۱۹۹۲ تا ۲۰۰۱ به عنوان فرمانده یگانی از ارتش این کشور فعالیت نمود.

## کارنامه سیاسی
مطابق فرمان حیدر علی‌اف، رئیس‌جمهور وقت آذربایجان به تاریخ ۲۱ مارس سال ۲۰۰۱، الچین قلی‌اف به معاونت وزارت امنیت ملی و فرماندهی گارد مرزی جمهوری آذربایجان رسید. ۳۱ ژوئیه سال ۲۰۰۲، به عنوان رئیس نیروی مرزی جمهوری آذربایجان منصوب شد. در این سمت توانست مقامات عالی‌رتبه را راغب به افتتاح آکادمی نیروی مرزی متقاعد کند که خودش اولین رئیس آن شد. وی همچنین قدرت حفاظت از مرزهای دریایی را تقویت بخشید. قلی‌اف در عرض این سال‌ها با نیروهای مرزی دیگر کشورها روابطی قوی ایجاد کرد و تلاش‌های فراوانی در راستای پرورش مرزبانان آذربایجانی جهت دفاع قوی‌تر از خطوط لوله و دخایر نفتی و گازی کشور از خود نشان داد.
۶ مارس سال ۲۰۰۹، الچین قلی‌اف رئیس فدراسیون سوارکاری ورزشی آذربایجان انتخاب شد.
در جریان جنگ دوم قره‌باغ در پاییز سال ۲۰۲۰، نیروهای مسلح جمهوری آذربایجان با حضور نیروی مرزی چندین مناطق مسکونی در شهرستان جبرئیل را بازپس‌گرفتند. الهام علی‌اف، رئیس‌جمهور و فرمانده کل قوای آذربایجان، الچین قلی‌اف را به مناسبت برافراشتن پرچم آذربایجان بر فراز پل‌های خداآفرین و آزادسازی تعدادی از مناطق مسکونی تبریک عرض نمود.

## جوایز و رتبه‌ها
۱۵ اوت سال ۲۰۰۱، الچین قلی‌اف به درجه سرتیپی ارتقاء یافت. ۱۷ ماه مه سال ۲۰۱۳، ربته سپهبدی را دریافت کرد. ۱۵ اوت ۲۰۱۴، از وی با اهدای درجه سرلشکری تقدیر به عمل آمد. او دریافت کننده تعدادی از نشان‌های جمهوری آذربایجان است. ۹ دسامبر سال ۲۰۲۰، از دست الهام علی‌اف نشان ظفر را اخذ نمود.